# Planchado extremo

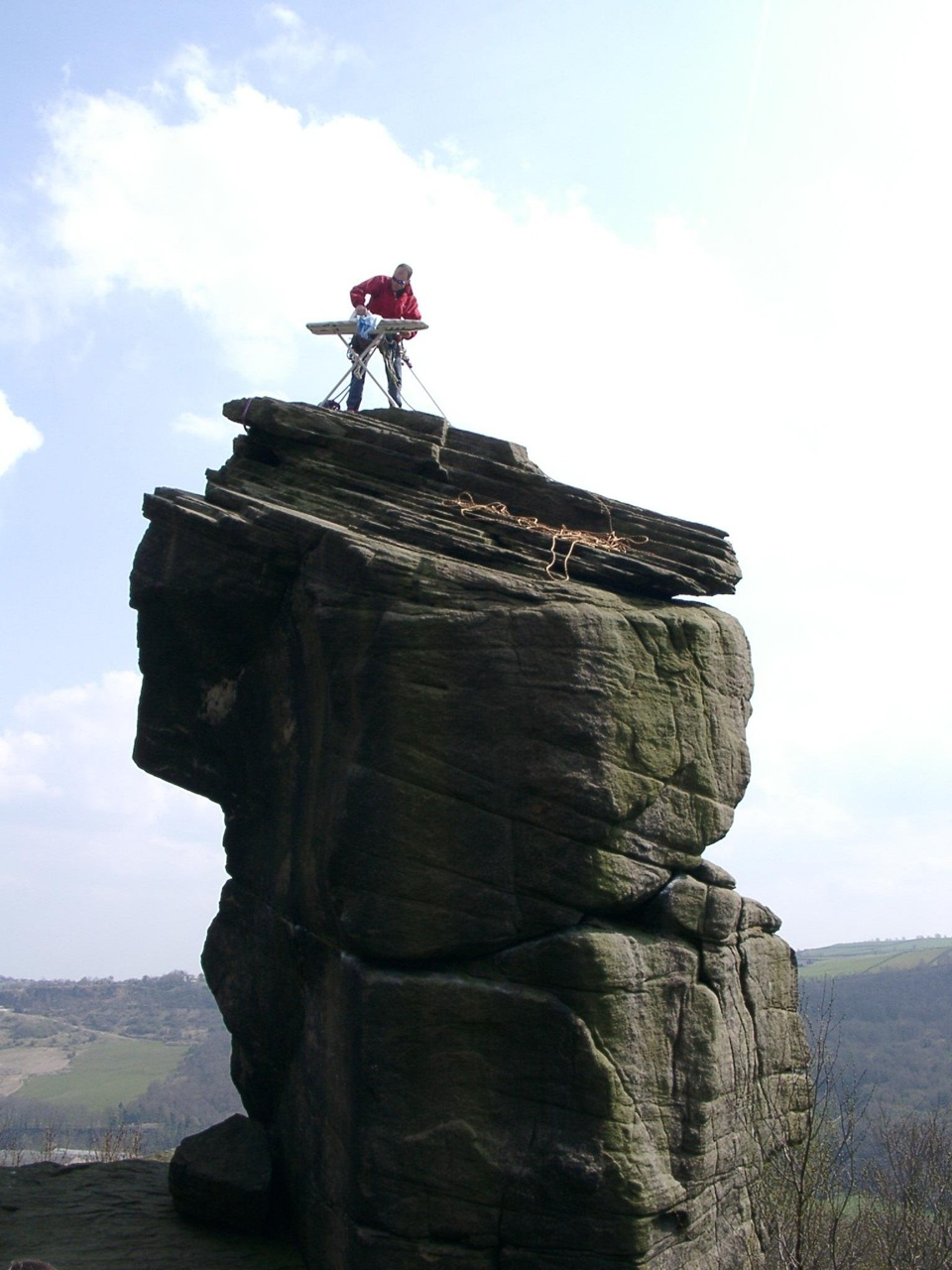
Planchado extremo en Rivelin Rocks, Reino Unido

El planchado extremo es un deporte extremo en el que los participantes llevan tablas de planchado a ubicaciones remotas y planchan prendas de ropa. Según la Agencia de Planchado Extremo, el planchado extremo es "el deporte de riesgo más reciente que combina las emociones de una actividad exterior extrema, con la satisfacción de una camisa bien lisa".
Parte del interés de los medios de comunicación por el planchado extremo se centra en la cuestión de si se trata de un deporte o no. Es descrito generalmente con un tono irónico o burlón.

## Historia
La práctica del planchado extremo fue iniciada por Tony Hiam en 1980, cerca de Settle, en el parque nacional de Dales, en Inglaterra. Inspirado por su excéntrico cuñado, John Slater, quien planchaba su ropa incluso de acampada, Tony ilustró la inutilidad del planchado innecesario, haciéndolo en situaciones inusuales como en el mirador de una montaña, una sala de espera de salidas del aeropuerto repleta de gente, encima de una cabina telefónica y cubos para el donativo de ropa. Hasta 1990 Tony a menudo llevaba su tabla y plancha en el maletero de su coche, buscando sorprender a los transeúntes para que se preguntasen: "¿Acabo de ver esto realmente?". Algunos puristas del deporte, desconocedores de su origen temprano, consideran que empezó más tarde, en 1997, en Leicester, Inglaterra, por Phil Shaw en su jardín posterior. Shaw volvió a casa tras un día duro de trabajo en una fábrica de prendas de punto en Leicester. Shaw tenía múltiples tareas que hacer, incluido el planchado de sus camisas. Prefiriendo la idea de practicar la escalada por la tarde, decidió combinar ambas actividades en un deporte extremo nuevo. En junio de 1999, Shaw, quién utiliza el apodo de "Steam", emprendió una gira internacional para promocionar la actividad. Las paradas incluyeron Estados Unidos, Fiyi, Nueva Zelanda, Australia y Sudáfrica. Un encuentro con turistas alemanes en Nueva Zelanda llevó a la formación de un grupo llamado "Planchado Extremo Internacional", y la sección de planchado extremo alemana (GEIS). 
El planchado extremo ha inspirado otras formas de actividades extremas inusuales, tales como el Violonchelo extremo.